# Gustav Johann von Buddenbrock

Gustav Johann von Buddenbrock als Student (1778), Silhouetten-Sammlung Schubert

Gustav Johann von Buddenbrock (* 5. September 1758 in Schujenpahlen, heute: Budenbroki, Gemeinde Dikļi, Lettland; † 14. Dezember 1821 in Riga) war ein deutsch-baltischer adliger Grundbesitzer, Jurist und Landespolitiker Livlands.

## Leben
Gustav Johann von Buddenbrock war ein Sohn des deutsch-baltischen Gutsbesitzers Gustav Reinhold von Buddenbrock (1694–1779) aus dessen zweiter Ehe mit Eleonore von Palmstrauch. Er studierte ab Ostern 1775 in Königsberg und ab Oktober 1775 an der Georg-August-Universität Göttingen Rechtswissenschaften. In Göttingen ist er als Mitglied der Landsmannschaft der Kurländer, 1777–1778 als deren Senior, sowie als Mitglied des einflussreichen Studentenordens ZN mit einer herausragenden Rolle in der Studentenschaft belegt. Nach dem Studienende 1779 wurde er Richter in Livland. Als Deputierter der Livländischen Ritterschaft nahm er 1797 an der Krönung von Zar Paul I. in Moskau teil. 1800–1803 war er livländischer Landmarschall und leitete den Reformlandtag 1803. in den Jahren 1802 bis 1821 war Buddenbrock Landrat von Livland und in der Zeit von 1813 bis 1815 auch im russischen Innenministerium in St. Petersburg in Bauernangelegenheiten Livlands als ausgewiesener Kenner der Materie tätig. Ab 1815 in Riga wohnhaft war er ab 1817 Kirchenvorsteher des Wendischen Kreises und an der Ausarbeitung von Gesetzesvorlagen der Provinz wie der Livländischen Bauernverordnung beteiligt.
Gustav Johann von Buddenbrock war Erbherr auf Essenhof, heute Lielāmuiža, (1806), Saadsen (1800) und Meselau (1804). Er heiratete 1786 in Riga Sophia Helena Freiin von Budberg, Tochter des Malers Woldemar Dietrich von Budberg-Bönninghausen (1740–1784). Die beiden hatten gemeinsam zehn Kinder, von denen fünf im Kindesalter verstarben.

## Ehrungen
- Ehrendoktor der Universität Dorpat (1816)
- Hofrat und Träger des Vladimir-Ordens 3. Klasse

## Schriften
- Liefländisches Ritterrecht. Oder hochdeutsche Uebersetzung der gemeinen Rechte des Stiftes von Riga, Johann Friedrich Hartknoch, Riga 1794 (Digitalisat UB Tartu)
- Hochdeutsche Übersetzung des Sigimundschen Adels-Privilegiums vom 28. November 1561, 1802
- De Gemenen Stichtischen Rechte, ym Sticht van Ryga, geheten dat Ridderrecht, [Riga] 1802
- Beitrag zur Kenntniss der Provinzialverfassung und Verwaltung des Herzogthums Livland, ohne die Provinz Oesel : eine Beilage zum ersten Teil des livländischen Magasins, oder der Sammlung publicistisch-statistischer Materialien zur Kenntniss der Verfassung und Statistik von Livland, Drechsler, St. Petersburg 1804
- Landesordnungen vom Jahr 1621 bis 1680, Häcker, 1821
- Landesordnungen vom Jahr 1680 bis 1710, Häcker, 1821
- Sammlung der Gesetze, welche das heutige livländische Landrecht enthalten: Kritisch bearbeitet, Steffenhagen und Sohn